# Description Language for Taxonomy
Die Description Language for Taxonomy, kurz DELTA, ist eine Sprache bzw. ein Datenformat, das in der Taxonomie zur Erfassung von Lebewesensbeschreibungen verwendet wird. Es ist darauf ausgelegt, eine einfache Schlüsselgenerierung mittels Computer zu ermöglichen.
Das Format ist breit, neben einigen wenigen anderen Formaten als Standard akzeptiert und es sind einige Programme für die Standardaufgaben vorhanden. Manchmal werden DELTA-Datensätze auch mit Lucid ID-Datensätzen kombiniert.